# Ernst Buffa
Ernst Joachim Valentin Gustav Buffa (n. Opole, Alta Silesia, Alemania; 14 de febrero de 1893 - f. Traben-Trarbach, Alemania; 19 de septiembre de 1971) fue un militar y estratega alemán que participó en la Primera y en la Segunda Guerra Mundial. Comandó la defensa antiaérea de la Alemania nazi entre el 30 de enero de 1943 hasta el final de la guerra, con el rango de Teniente General. 
Hijo del Barón del Sacro Imperio Romano, Freiherr Franz Buffa von Lilienberg und Castellalt, se alistó en el ejército alemán en 1912. En 1914 era oficial del I Regimiento de Artillería de Campo. Ingresó en la Academia de Guerra de Berlín en mayo de 1916. Durante la Primera Guerra Mundial fue enviado al frente occidental. Fue condecorado con la Cruz de Hierro y ascendido a capitán en 1918.
En 1944, por sus servicios durante las batallas en Orel y Briansk, encabezadas por Buffa, en la Segunda Guerra Mundial, recibió en nombre de los miembros de su división entera, la Cruz de Caballero con Hojas de Roble, Espadas y Brillantes (mit Eichenlaub, Schwertern und Brillianten), recompensa que sólo alcanzaron veintisiete personas.  
Tras el suicidio de Adolf Hitler, Buffa intentó huir de Alemania pero el 7 de mayo de 1945 fue capturado por las Fuerzas Aliadas y posteriormente juzgado por crímenes de guerra y crímenes contra la paz  en los Juicios de Núremberg. Fue declarado culpable, aunque liberado el 1 de octubre de 1947. Ese mismo año emigra a la Argentina donde se radica por un tiempo y escribe sobre sus experiencias. Murió en 1971 en la aldea de Traben-Trarbach a los 78 años de edad.